# Fânațele seculare Frumoasa
Fânațele seculare Frumoasa alcătuiesc o arie protejată de interes național ce corespunde categoriei a IV-a IUCN (rezervație naturală de tip floristic) situată în județul Suceava, pe teritoriul administrativ al comunei Moara, satul Frumoasa, la 4 km spre vest de bifurcația șoselei Suceava - Fălticeni din comuna Șcheia, satul Sf.Ilie.
Se găsește la interferența florei nordice cu cea sud-vestică, interferență care se datorează localizării fânețelor seculare la contactul dintre provincia floristică central-europeană și cea ponto-sarmatică.
Fânețele seculare de la Frumoasa, cu o suprafață de 9,50 ha, au fost studiate detaliat în 1921 de către Mihai Gușuleac și considerate de acesta ca fiind o interesantă costiță pontică cu resturi de floră termofilă. Este formată din două planuri distincte orientate spre vest: în partea superioară, la o altitudine medie de 395 m este o pantă cu inclinație mare (cca. 50 grade), iar în partea inferioară apare o fâșie de fânaț aproape plană, cu mici zone uneori înmlăștinite. În partea superioară, cu pantă mare, solul este uscat, nisipos cu un conținut mărit de carbonați, iar în partea plată se găsește un cernoziom lipsit de carbonați. 
Din punct de vedere al florei, Aurel Procopianu-Procopovici descrie în anul 1892 un număr de 26 de specii de angiosperme. Ulterior, alți cercetători descriu flora acestei rezervații, printre care D. Mititelu și V. Cojocaru care citează 483 de plante vasculare, numeroase ciuperci și mușchi.
Multitudinea speciilor este evidențiată de plante specifice zonelor de vegetație și anume :
- circumpolare : rogozul (Carex sp.);
- eurasiatice : Senecia integrifolius, toporașul (Viola pumila);
- europene : paroinicul (Orchis ustulata);
- central - europene : laptele câinelui (Euphobia amygdaloides);
- continentale : drobul (Cytisus ustulata), stânjenelul de stepă (Iris ruthenica), dedițelul ( Pulsatilla alba), veronica (Veronica incana);
- pontice: barba boierului (Ajuga laxmannii), vaneteaua (Centaurea sp.), zambila pitică (Hyacanthella leucophaea);
- mediterano-pontice : Lathyrus pannonicus;
- mediteraneene: usturoiul sălbatic (Albium flavum), Trinia glauca;
- balcano-dacice : Centannea banatica.

Ion Nemeș a descoperit aici o nouă specie de insecte, Coleophora bucovinella, al cărei habitat se limitează doar la această zonă. 